# Akam (wrestler)
Sunny Dhinsa (ur. 20 maja 1993 w Abbotsford) – kanadyjski wrestler i były amatorski zapaśnik, obecnie występujący w federacji WWE w rozwojowym brandzie NXT pod pseudonimem ringowym Akam.

## Wczesne życie i kariera amatorskiego zapaśnika
Urodzony w Abbotsford w Kanadzie, Dhinsa uczęszczał do Uniwersytetu Simona Frasera, w którym był kolegialnym zapaśnikiem. Był trzykrotnym państwowym mistrzem w stylu dowolnym w kategorii ciężkiej. Zdobył złoty medal podczas Canada Summer Games z 2009, a także srebro podczas Igrzysk Panamerykańskich z 2011. Dhinsa odpadł w kwalifikacjach do udziału w Letnich Igrzysk Olimpijskich 2012 po przegranej z Dremielem Bryersem. Cztery lata później brano go pod uwagę do udziału w kolejnej edycji Igrzysk, jednakże Dhinsa zakończył karierę amatorskiego zapaśnika i dołączył do federacji w WWE w 2014.

## Kariera profesjonalnego wrestlera

### WWE

#### NXT (od 2015)
W październiku 2014, Dhinsa podpisał kontrakt rozwojowy z WWE i rozpoczął treningi w szkółce federacji, WWE Performance Center. Zadebiutował w ringu 4 kwietnia 2015 podczas gali typu house show rozwojówki WWE NXT, gdzie pojedynek Battle Royal wygrał Scott Dawson. W lutym 2016 wraz z Gzimem Selmanim uformował tag team, któremu w kwietniu przypisano nazwę „The Authors of Pain”.
Dhinsa i Selmani zadebiutowali w telewizji 8 czerwca 2016 podczas gali NXT TakeOver: The End. Po pojedynku o NXT Tag Team Championship zaatakowali byłych mistrzów American Alpha (Chada Gable’a i Jasona Jordana), po czym dołączył się do nich legendarny menadżer Paul Ellering. Na odcinku tygodniówki NXT z 15 czerwca odnieśli pierwsze zwycięstwo nad jobberami w tag-team matchu. 24 sierpnia przydzielono mu pseudonim ringowy Akam, zaś Selmani’emu – Rezar. Duo wygrało turniej Dusty Rhodes Tag Team Classic, gdzie w finale mającym miejsce na gali NXT TakeOver: Toronto pokonali TM-61. W styczniu 2017 na gali NXT TakeOver: San Antonio zdobyli NXT Tag Team Championship pokonując #DIY (Johnny’ego Gargano i Tommaso Ciampę).

### Raw (2018-obecnie)
9 kwietnia w odcinku Raw, The Authors of Pain, wraz z Elleringiem, zadebiutowali w głównym składzie, pokonując Heatha Slatera i Rhyno. Po meczu Akam i Rezar zakończyli współpracę z Elleringiem, odpychając go i zostawiając go w ringu. 3 września, na odcinku Raw, The Authors of Pain, pod skróconą nazwą „AOP”, towarzyszył generalny menadżer dywizji 205 live Drake Maverick, który ogłosił się nowym menadżerem.
5 listopada na odcinku Raw, The Authors of Pain pokonali Setha Rollinsa w meczu handicapowym, aby po raz pierwszy zdobyć Raw Tag Team Championship. Następnie pokonali The Bar w drużynie SmackDown’s Tag Team Champions w meczu między drużynami Champion vs Champion na Survivor Series. Stracili tytuły na rzecz Bobby’ego Roode’a i Chada Gable’a w odcinku Raw z 10 grudnia. W styczniu 2019 roku Akam doznał nieujawnionego urazu nogi, który podobno zatrzymałby go na „co najmniej kilka miesięcy”.

## Styl walki
- Drużynowe finishery
  - Z Rezarem
    - The Last Chapter (Russian legsweep i Lariat)[12][13][14]
- Inne ruchy drużynowe
  - Z Rezarem
    - Super Collider (Stereo powerbomb po zderzeniu dwóch przeciwników ze sobą)[15][16][17][18][19]
    - Neckbreaker (Akam) i sitout powerbomb (Rezar)
    - Spinning sidewalk slam (Rezar) i running big boot (Akam)
- Menedżerowie
  - Paul Ellering
- Motywy muzyczne
  - „Pain” ~ CFO$ (NXT; od 15 czerwca 2016; używany podczas współpracy z Rezarem)

## Mistrzostwa i osiągnięcia
- Pro Wrestling Illustrated
  - PWI umieściło go na 376. miejscu rankingu PWI 500 w 2016[20]
- WWE NXT
  - NXT Tag Team Championship (1 raz; obecny) – z Rezarem[21]
  - Zwycięzca turnieju Dusty Rhodes Tag Team Classic (2016) – z Rezarem